# Delkash
Esmat Bagherpour Baboli (عصمت باقرپور بابلی, دلکش en farsi) (Babol, Irán, 26 de febrero de 1925-Teherán, Irán, 1 de septiembre de 2004), más conocida como Delkash, fue una actriz y cantante tradicional folklórica iraní.

## Biografía
Bagherpour Baboli nació el 26 de febrero de 1925 en el seno de una humilde familia de Babol, en la costa sur del Mar Caspio. Era una de las diez hijas del matrimonio. En Babol asistió al tradicional maktab, donde aprendió ciertos pasajes del Corán. Tras la muerte de su padre, su madre la envió a vivir en Teherán con su hermana Mawlud. Allí su hermana la inscribió en el primer grado de la escuela primaria de Ordibehesht. En ese momento, Bagherpour Baboli tenía doce años. Allí llamó la atención del profesor de música, quien la llevó a la Asociación Nacional de Música, donde Abdul Ali Vaziri, un cantante de la época, le enseñó canto.

## Trayectoria
Inició su carrera como cantante en 1945, contratada por Radio Irán.En 1950 incursionó en la actuación. Estuvo en las películas Sharmsar, Mother, The Enchantress y Dasiseh. 